# Taux de réjection du mode commun
Le taux de rejet du mode commun (TRMC, ou CMRR pour Common Mode Rejection Ratio) est une valeur numérique quantifiant la capacité d'un amplificateur différentiel à rejeter la tension commune de ses deux entrées. Elle est généralement exprimée en décibel.

## Définition

Les amplificateurs d'instrumentations sont étudiés afin d'avoir un TRMC le plus élevé possible

Idéalement, un amplificateur opérationnel est un amplificateur différentiel, c'est-à-dire qu'il amplifie la différence de potentiel entre ses deux entrées. On a pour relation :
{\displaystyle V_{s}=G_{d}\times (V_{+}-V_{-})}
avec {\displaystyle G_{d}} le gain différentiel de l'amplificateur, Vs la tension de sortie de cet amplificateur, V+ la tension appliquée sur l'entrée non-inverseuse et V- celle appliquée sur l'entrée inverseuse.
En pratique, la tension de sortie d'un AOP ne dépend pas uniquement de la différence de tension entre ses deux entrées, elle dépend aussi de la valeur moyenne des tensions sur ses deux entrées (ou tension de mode commun). La relation entrée sortie d'un AOP s'établit ainsi :
{\displaystyle V_{s}=G_{d}\times (V_{+}-V_{-})+G_{mc}{\frac {V_{+}+V_{-}}{2}}}
avec Gmc l'amplification de mode commun. Afin de définir la capacité de l'amplificateur à rejeter le mode commun, on définit le « taux de rejet du mode commun » (TRMC) :
{\displaystyle TRMC=20\times \log {\frac {G_{d}}{G_{mc}}}}.
Pour un AOP, le TRMC en continu varie entre 70 et 130 dB suivant le type d'amplificateur mais il diminue fortement avec l'augmentation de la fréquence.